# Voskovka kluzká
Voskovka kluzká (Gliophorus irrigatus), jinak také Šťavnatka kluzká, je vzácný druh houby z čeledi šťavnatkovité (Hygrophoraceae). V Červeném seznamu hub České republiky je druh uveden jako ohrožený.

## Znaky
Tenký klobouk v průměru dorůstá 2–5 cm, tvarově nejprve polokulovitý se postupně rozevírá na sklenutý až tupě kuželovitý. Pokožka je slizká, lesklá, zpočátku velmi světle hnědá, později hnědá, hnědošedá až šedivá. Okraje jsou výrazně světlejší a prosvítavě rýhovaný.
Lupeny jsou tlusté, voskové, bílé až šedavé, u třeně široce připojené až krátce sbíhavé, na klobouku řídce uspořádané, ostří je hladké. Výtrusný prach je bílý.
Třeň je 3–8 cm dlouhý, úzký, válcovitý, oslizlý, hladký, stejné barvy jako klobouk, občas stlačený či pokřivený, může mít na sobě podélnou rýhu.
Křehká dužnina je šťavnatá, bílá, šedobílá, za sucha i oranžovící, má mírnou chuť i vůni.

## Užití
Nejedlý druh.

## Ekologie
Od srpna do listopadu roste tato houba ve skupinkách na kyselých, nehnojených, výše položených stanovištích (sady, lesní okraje, pastviny, louky,..). Typicky se vyskytuje ve skupinkách.

## Rozšíření
Druh byl popsán v oblastech Severní a Střední Ameriky, Evropy, Blízkého východu, Ruska, Japonska a Austrálie.

## Galerie

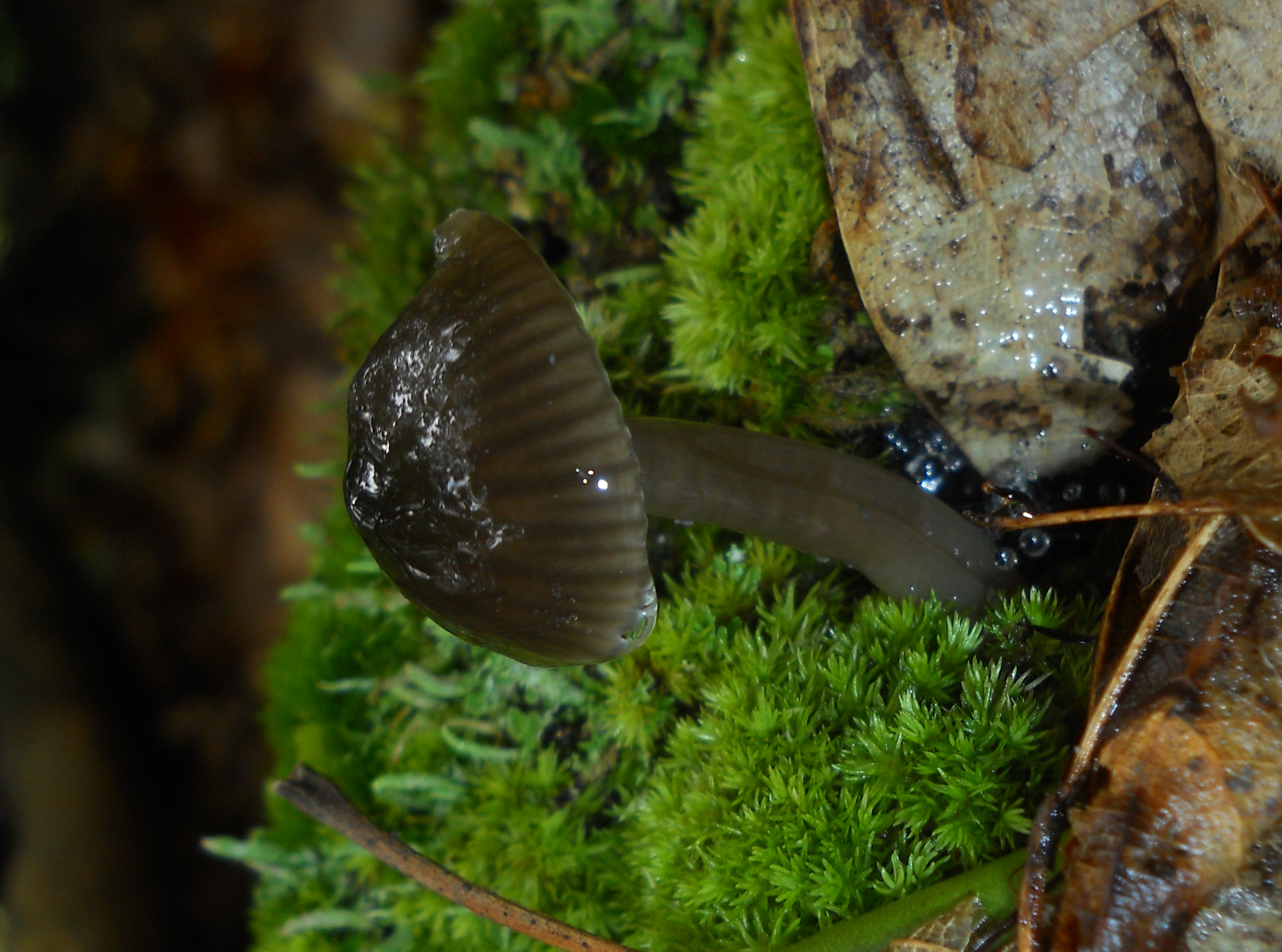
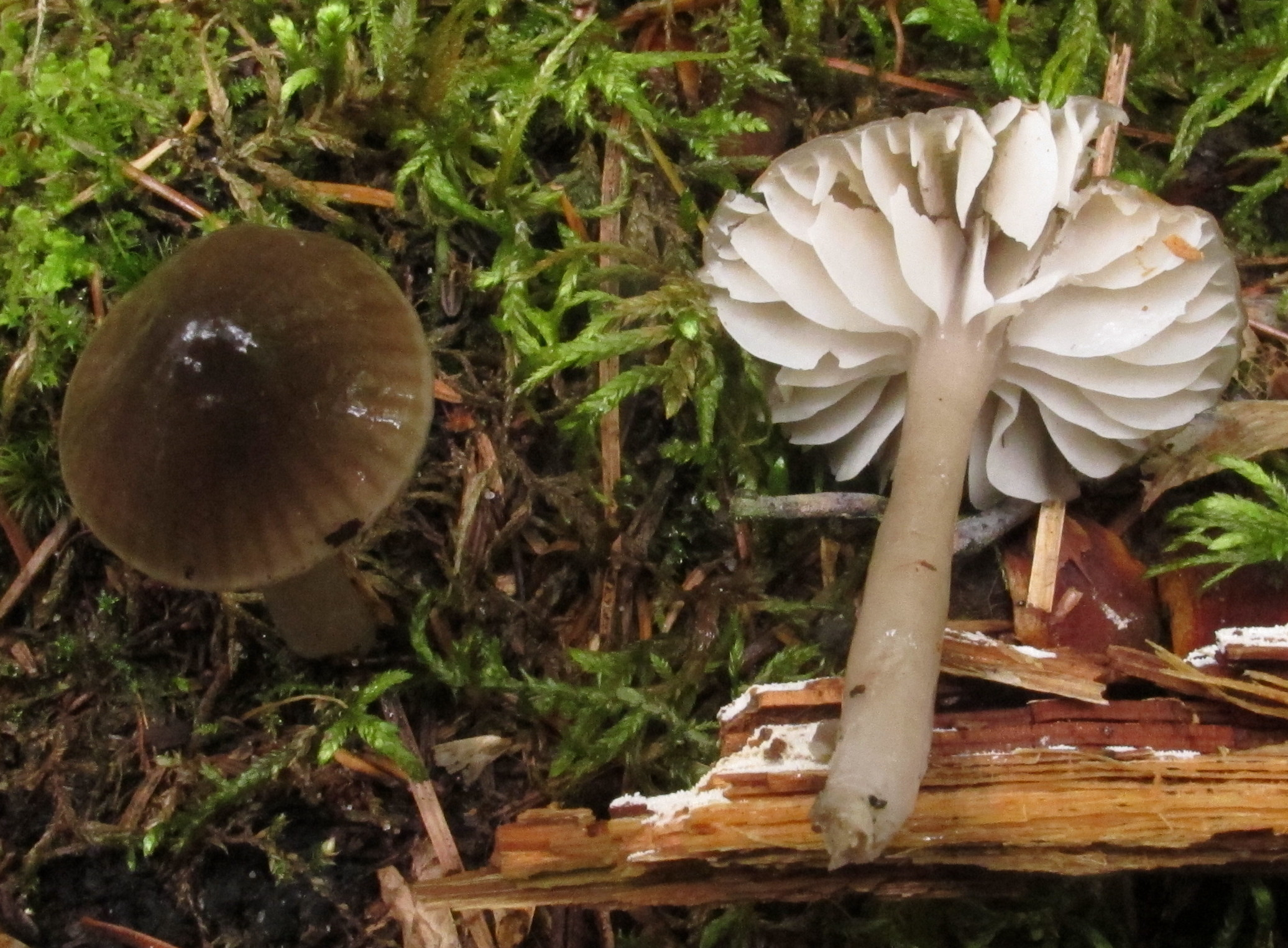
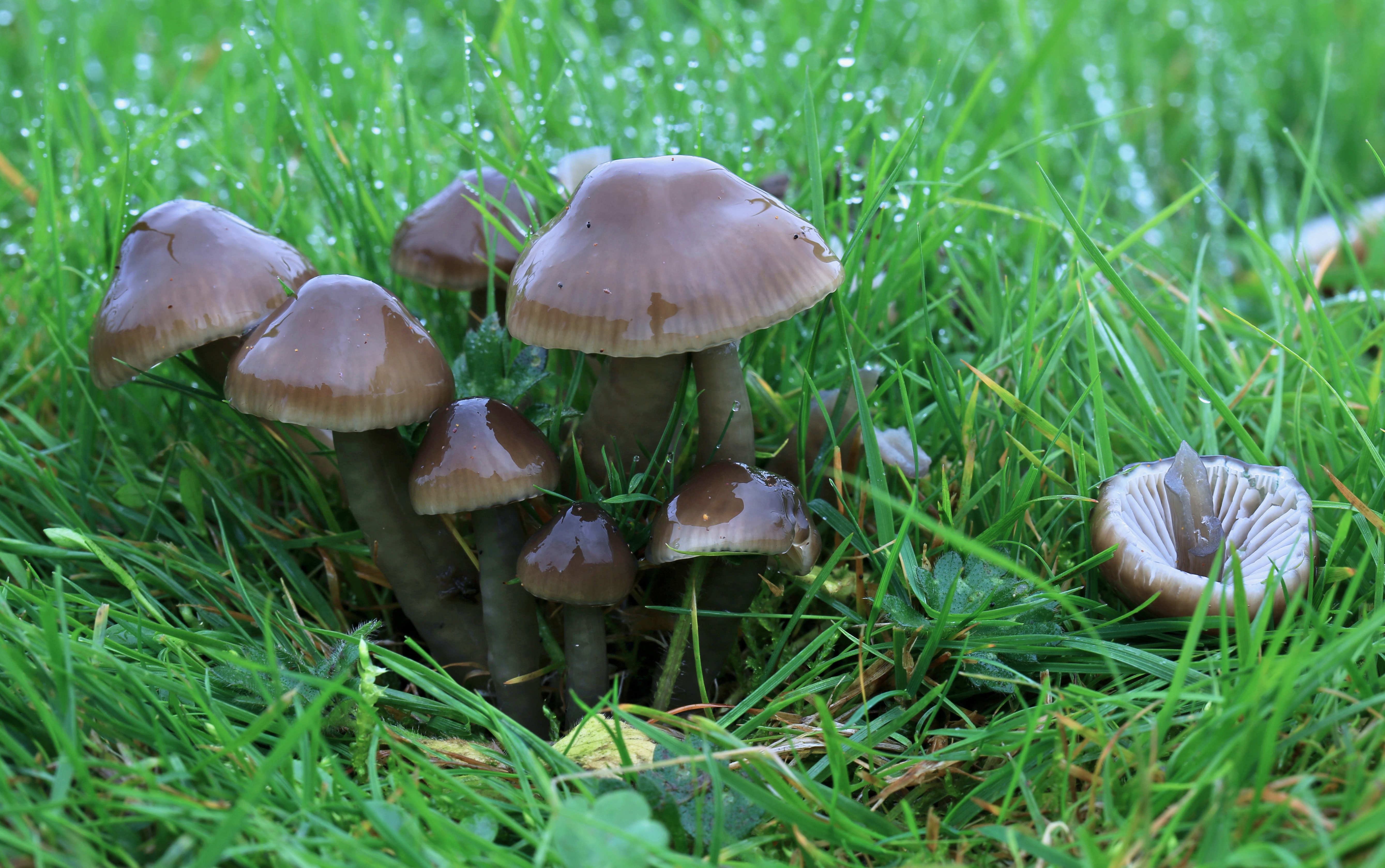
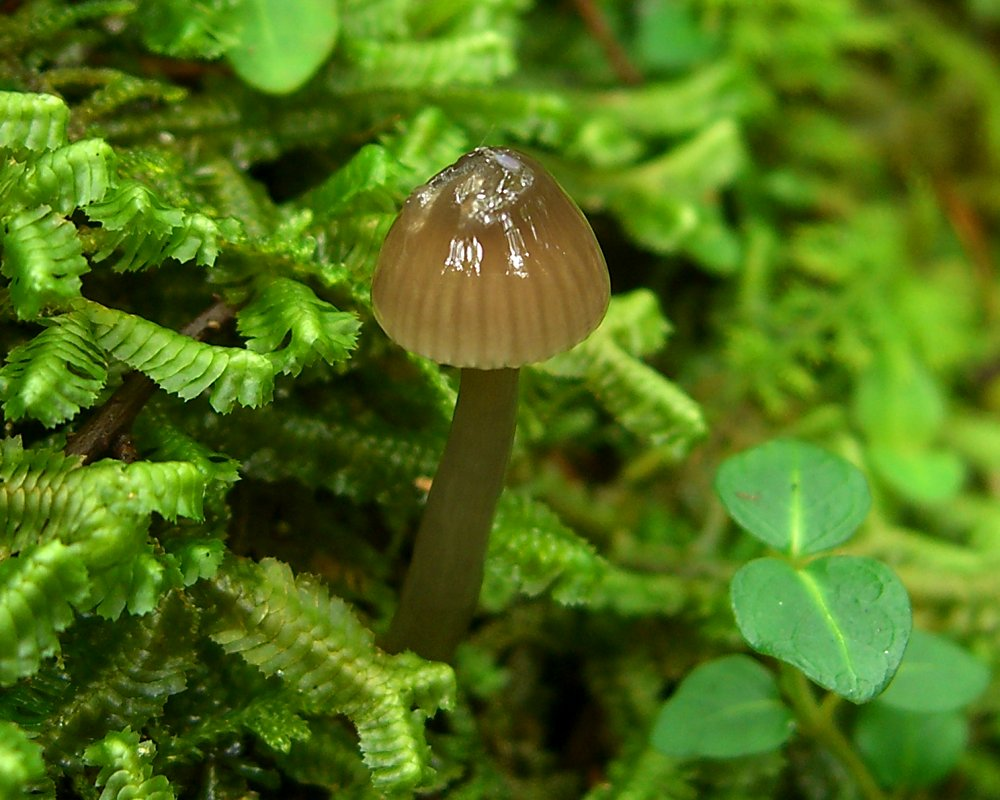
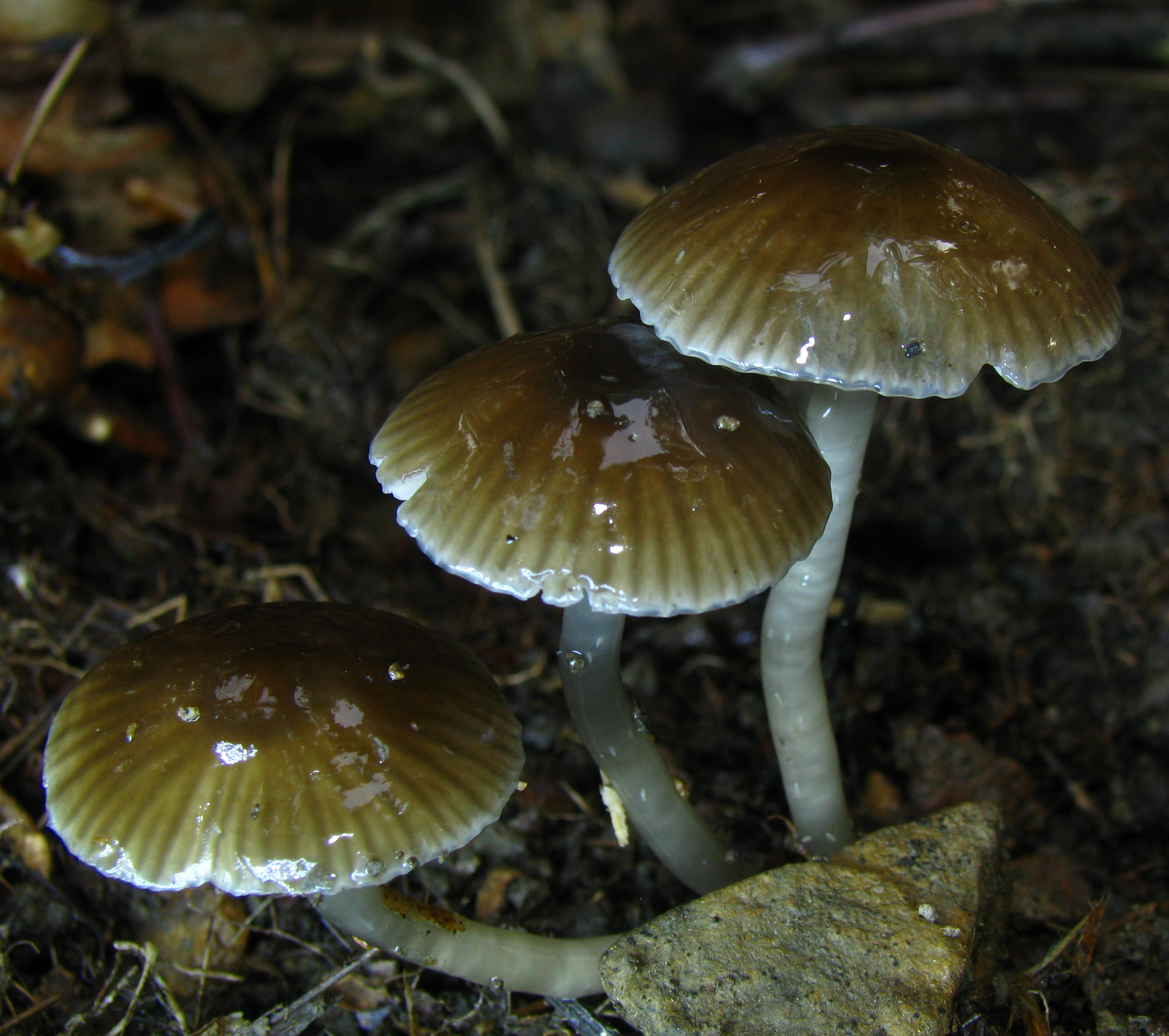

## Možnost záměny
- Voskovka výstřední (Cuphophyllus fornicatus)
- Voskovka ovčí (Neohygrocybe ovina)
- Voskovka ledková (Neohygrocybe nitrata)[2]